# WebMathematics Interactive
A WebMathematics Interactive (WMI) egy szabad forrású matematikai program.
Főként egyetemi és főiskolai hallgatók, középiskolás diákok számára teszi lehetővé matematikai tárgyú feladatok gyakorlását, a feladatmegoldások ellenőrzését, az aktuális tudásszint felmérését. A felhasználónak a szoftver használatához internet-hozzáférésre és egy internet-böngészőre van szüksége.

## Didaktikai háttér
Napjainkban egyre többen tanulnak matematikát felsőfokú oktatási intézményben. Azonban felgyorsult világunkban egyre kevesebb idő jut arra, hogy a tanár a sokszor nagy létszámú csoport minden egyes résztvevőjét alapos, részletes képzésben részesítse. A személyi számítógépek elterjedésével, s azzal, hogy sokak számára most kezd csak igazán elérhetővé válni az internet, a WMI program olyan segítség lehet a mindennapokban, ami ténylegesen megkönnyíti az anyag jobb megértését, a típusfeladatok gyakorlását, a vizsgákra való felkészülést.

## Technikai részletek
A WMI program PHP nyelven készült. Számos egyéb szoftver is segédkezik a matematikai tartalmú weboldalak előállításában, így például a LaTeX, a latex2html, az Apache, a PostgreSQL, az xeukleides és sok egyéb is.

### Szerzők
A programot elsődlegesen a Szegedi Tudományegyetem (link) Bolyai Intézetében fejlesztik az Informatikai és Hírközlési Minisztérium támogatásával.

### Maga a program
A legfrissebb verzió a SourceForge fejlesztői portálról tölthető le, de azonnal ki is próbálható.